# Bränslecell

Bränslecell (med som elektrolyt en keramisk oxid)

En bränslecell omvandlar kemisk energi från ett bränsle plus ett oxidationsmedel till elektricitet, genom en kemisk reaktion varvid bränslet oxideras vid anoden och oxidationsmedlet reduceras vid katoden.

## Definition
Bränslecellen består av en elektrolyt (ämne som kan leda ström eftersom det innehåller joner som är små laddade partiklar) mellan två elektroder, katoden, som är positiv, och anoden, som är negativ. Bränslet och oxidationsmedlet tillförs elektroderna utifrån och lagras inte inne i cellen som i ett konventionellt primär- eller sekundärbatteri. Ett flödesbatteri kan sägas vara en bränslecell som är uppladdningsbar.
Vanligt är att använda väte som förs till anod, och syre till katod men det finns andra koncept som använder andra bränslen och oxidationsmedel. En katalysator splittrar väteatomerna till protoner och elektroner. Medan protonerna kan passera elektrolyten måste elektronerna gå via en yttre krets vilket ger elektrisk ström. Vid katoden bildar en annan katalysator ånga genom att syret, elektronerna och protonerna förenas. I den vidstående bilden är elektrolyten en fastoxid (keramisk oxid) där den inre strömmen förmedlas av syrejoner och vatten(ånga) bildas vid anoden.
Så länge bränslecellen har tillgång till syre och väte kan den producera elektricitet. En väte-syrecell ger en spänning på cirka en volt. Bränsleceller seriekopplas för att ge högre spänning som tillsammans med storleken på cellens area kan ge högre strömstyrka, tillsammans mer effekt än en enskild cell.
Då bränslet direkt omvandlas till elektricitet har bränslecellen en högre verkningsgrad, 70 %, jämfört med förbränningsmotorns 30%, då förbränningsmotorn begränsas av carnotverkningsgraden. Om man även tar vara på den värme cellen avger kan verkningsgraden nå 90 %. Den kemiska reaktionen i bränslecellen sker enklare vid högre temperaturer och man kan då använda billigare ämnen som katalysator, exempelvis nickel istället för platina.

## Kemiska reaktioner
Anodreaktion: {\displaystyle \mathrm {2\ H_{2}+4\ H_{2}O\to 4\ H_{3}O^{+}+4\ e^{-}} } (Oxidation och elektronavgivning)
Katodreaktion: {\displaystyle \mathrm {O_{2}+4\ H_{3}O^{+}+4\ e^{-}\to 6\ H_{2}O} } (Reduktion och elektronupptagning)
Totalreaktion: {\displaystyle \mathrm {2\ H_{2}+O_{2}\to 2\ H_{2}O} } (Redoxreaktion)
En bränslecell kan ge en spänning på 0,7-1 Volt och effekt på 1 Watt per kvadratcentimeter. Således krävs att ett antal celler seriekopplas för önskad spänning. Seriekopplade celler tillsammans med plattor i varje ända som mekaniskt håller dem samman kallas bränslecellsstack.

## Historia
Under 1800-talet betraktades bränsleceller mest som en vetenskaplig kuriositet, men med tiden har man satsat allt mer på forskning och utveckling av tekniken i takt med att man insett dess potential som ren och långsiktigt hållbar energikälla. Den förste som konstruerade en fungerande bränslecell var engelsmannen William Robert Grove. Så tidigt som 1838 utvecklade han en förbättrad version av det så kallade våtcellsbatteriet, genom att använda sig av två elektroder av zink respektive platina nedsänkta i olika syror. Med hjälp av denna anordning kunde han generera en ström på 12 ampere vid 1,8 volts spänning. Grove fortsatte att utveckla tekniken och upptäckte 1839 att han genom att sänka ned ändarna av två elektroder av platina i en behållare med svavelsyra, och innesluta de andra ändarna var för sig i behållare med syre och väte kunde få en konstant ström att gå mellan elektroderna. De två slutna behållarna innehöll förutom gaserna även vatten, och Grove observerade att vattennivån i dem steg när strömmen gick mellan elektroderna. Han hade alltså lyckats producera elektricitet och vatten med hjälp av syre och väte. Genom att seriekoppla flera uppsättningar av elektroder skapade han ett så kallat gasbatteri - den allra första bränslecellen.
Under de följande decennierna genomfördes ytterligare experiment, bland annat av forskarna Ludwig Mond och Charles Langer, som 1889 försökte att konstruera en praktiskt användbar bränslecell. Mond och Langer var också de första att använda sig av benämningen bränslecell.
Ett slags genombrott inom bränslecellsforskningen kom 1893 då balttysken Wilhelm Ostwald experimentellt lyckades klargöra betydelsen och funktionen av de olika komponenterna hos en bränslecell, såsom elektroder, elektrolyt, till exempel i form av svavelsyra, samt anjoner och katjoner, det vill säga negativt respektive positivt laddade joner. Man hade tidigare bara vetat att bränslecellstekniken fungerade, men inte kunnat förklara hur det hela gick till. Tack vare Ostwald kunde man nu alltså beskriva processen på ett vetenskapligt sätt. Grove hade anat att hans gasbatteri hade fungerat tack vare kontakten mellan elektrod, gas och elektrolyt, men kunde inte ge någon närmare förklaring. Ostwald lyckades däremot med hjälp av sina experiment klargöra en betydande del av kemin bakom Groves gasbatteri, och hans arbete lade grunden för senare bränslecellsforskning och ökade den teoretiska förståelsen av hur en bränslecell fungerar. Ostwald tilldelades nobelpriset i kemi 1909 just för sin förmåga att presentera förklaringsmodeller för kemi.

## Bränslecellstyper
Bränsleceller namnges vanligen av den elektrolyt som används i bränslecellen.
AFC - (Alkaline Fuel Cell) Alkalisk bränslecell.
DMFC - (Direct Methanol Fuel Cell) Direktmetanolbränslecell, vanligen av PEFC-typ.
MCFC - (Molten Carbonate Fuel Cell) Smältkarbonatbränslecell.
PAFC - (Phosphoric Acid Fuel Cell) Fosforsyrabränslecell.
PEMFC - (Polymer Electrolyte Membrane Fuel Cell) Polymerelektrolytbränslecell.
SOFC - (Solid Oxide Fuel Cell) Fastoxidbränslecell.

### Regenerativ bränslecell
Den här artikeln är helt eller delvis baserad på material från engelskspråkiga Wikipedia, Regenerative fuel cell, 11 september 2019.
En regenerativ bränslecell (reverse fuel cell, RFC) är en bränslecell där reaktanterna kan återskapas genom att likt en ackumulator laddas. Ström körs i omvänd riktning jämfört med en standardbränslecell, och då förbrukas elektricitet. Samtidigt förbrukas kemikalie B för att producera kemikalie A, omvänt mot reaktionerna vid strömuttag.  En vanlig bränslecell är i allmänhet optimerad för att fungera effektivt endast i den ena riktningen. Exempelvis högtryckselektrolysatorer (HPE), fastoxidelektrolyserceller (SOEC) och enhetliga regenerativa bränsleceller (URFC) kan användas som regenerativa bränsleceller. RFC är i funktionen likt ett flödesbatteri som är en reversibel elektrokemisk cell som arbetar med reaktanterna i två olika elektrolyter.

## För- och nackdelar med bränslecellstekniken
- Hög verkningsgrad.[4]
- Obefintliga avgaser, endast utsläpp av vatten.[4]
- Bränslecellens miljöpåverkan bestäms av hur vätgasen tillverkas. Vätgas kan tillverkas på flera sätt och om den sker på ett hållbart sätt, till exempel genom elektrolys av vatten med hjälp av sol, vind eller kärnkraft, ger bränslecellerna en mycket liten miljöpåverkan. Tillverkning av vätgas ur fossila bränslen som naturgas medför negativ miljöpåverkan.[5] 2019 tillverkades 98 % av allt väte av naturgas.[6]
- Än så länge outvecklad distribution av vätgas.
- Komplex styrning av till exempel temperatur, bränsle-, luft- och vattenflöden.
- Frågetecken kring livslängd.[2]
- Dyrt.

## Bränslecell som sensor
Bränsleceller kan också användas som sensorer vid gasmätning. Till skillnad från det vanliga användningsområdet, när man vill utnyttja energin, mäts istället strömmen som genereras vid den kemiska reaktionen. Bränsleceller i mätsammanhang benämns vanligtvis elektrokemiska sensorer. För att mäta aktuell gas integreras strömmen med tiden. Resultatet motsvarar antalet molekyler av den aktuella gasen. Vid en känd volym kan sedan koncentrationen räknas ut.
Vanliga gaser att analysera med hjälp av en elektrokemisk sensor är:
- Ammoniak
- Klor
- Syre
- Alkohol
- Kolmonoxid
- Kväveoxider: Nox

## Bränsleceller i fordon

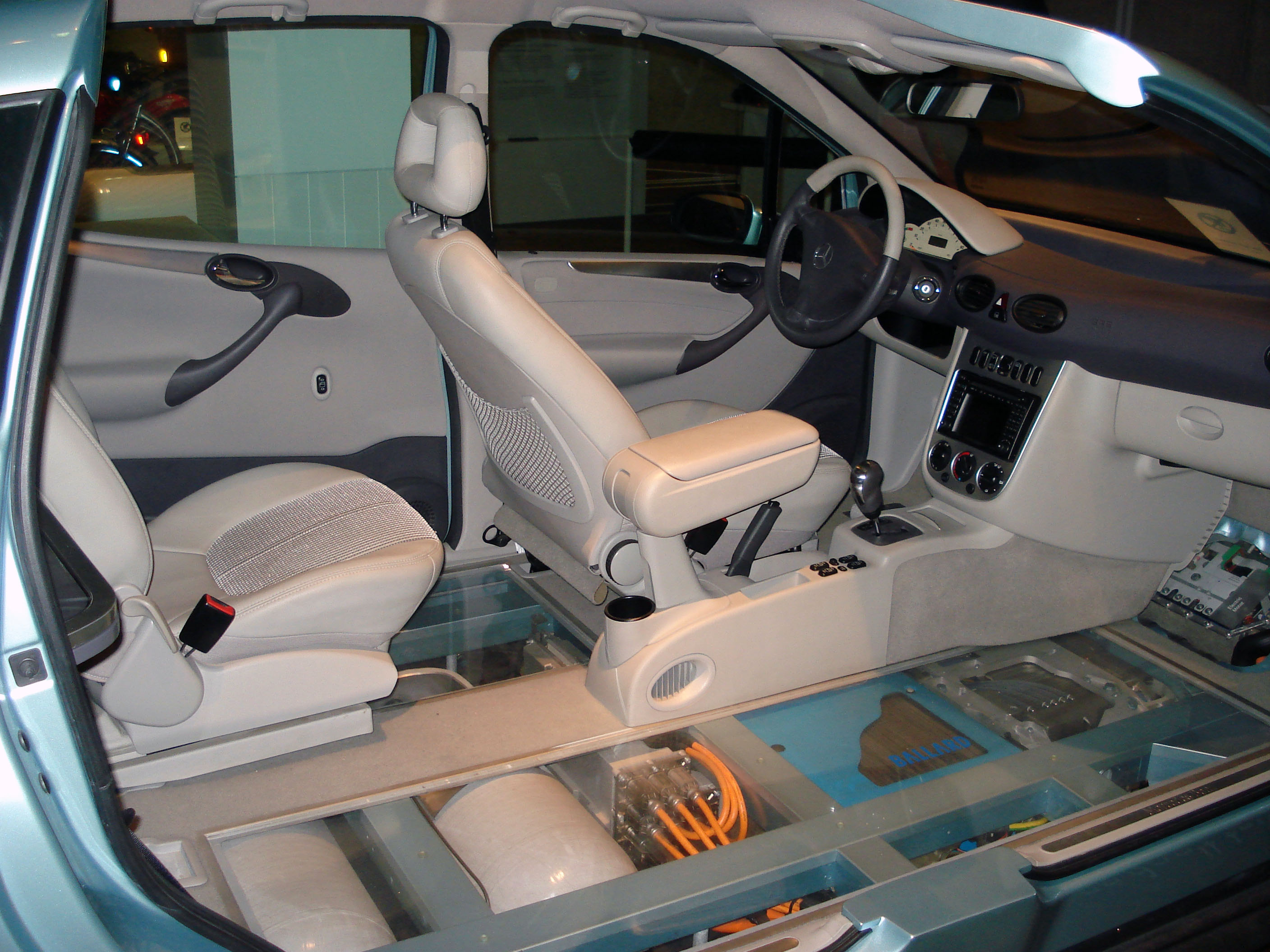
FCV.

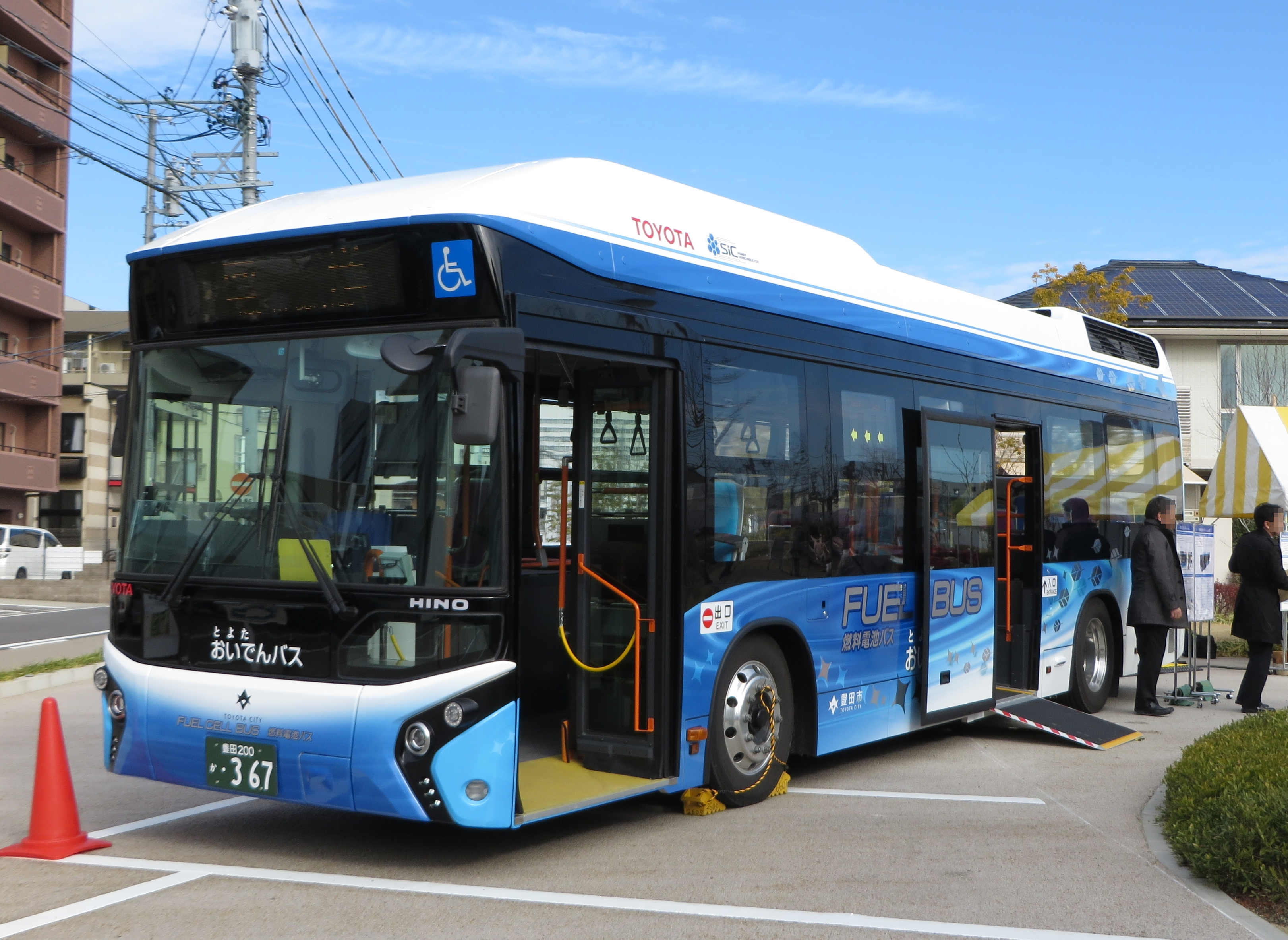
Toyota - Hino bränslecellbus 2015

FCV står för Fuel Cell Vehicles och är en benämning på fordon som drivs med bränsleceller.
Bränslecellsbilar är en typ av elbil, som får energi från en bränslecellsstack som matas med vätgas och syre. När en kemisk process mellan de båda ämnena uppstår bildas – enkelt förklarat – elektricitet som därefter lagras i batterier. Från avgasröret kommer ingenting annat än vattenånga.
Bränslecellsbilar har under en längre tid sett som ett rent och hållbart alternativ till explosionsmotordrivna bilar och elektriska bilar med uppladdningsbara batterier.År 1966 visade GM upp Electrovan, en GMC Handivan med vätgasdriven bränslecellsdrivlina. Nackdelen då var främst att infrastrukturen för vätgas var obefintlig. På 1990-talet kom fler vätgasdrivna bränslecellsbilar, främst från Mazda och Mercedes. Men mycket längre än konceptstadiet kom bilarna aldrig. Efter millennieskiftet tog det fart ordentligt, Toyota FCHV som kom 2002 och som såldes i begränsad upplaga. Därefter har Toyota visat upp ett flertal versioner av FCHV samt några andra konceptbilar.

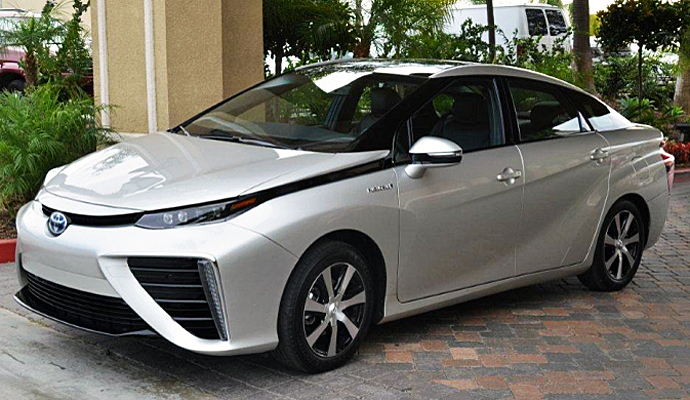
Mirai, Toyotas bränslecellsbil som finns i produktion sedan 2014.

Mirai heter Toyotas bränslecellsbil, som presenterades i november 2014. Mirai betyder ”framtid” på japanska. Denna nya bränslecellsbil representerar en tydlig milstolpe inom fordonsindustrin, eftersom den möjliggör en både säkrare och mer hållbar rörlighet för många. Bilen lanserades i Japan i december 2014 och kom till Danmark, Storbritannien, Tyskland och USA i slutet av 2015. Från och med sommaren 2016 levererades ett mindre antal Mirai till Sverige, som leasades ut till kunder. Den 8 oktober 2021 slog bilmodellen världsrekord för bränslecellsdrivna bilar, där bilen färdades 136 mil på en enskild tank. Totalt förbrukade bilen 5,65 kilo vätgas. Hyundai har också lanserat bränslecellfordon.